# Tuberculum pubicum
Het tuberculum pubicum of de schaambeensknobbel is een botstructuur van het schaambeen, dat zelf deel uitmaakt van het heupbeen, van het os coxae.
Dit tuberculum is als het ware de overgang van de ramus inferior en de ramus superior. Het ligamentum inguinale, de liesband, en de musculus rectus abdominis, de ventrale buikspier, hechten op dit tuberculum aan. Het tuberculum pubicum is palpeerbaar door de liesplooi in caudomediale richting te volgen tot de eerst voelbare botverhevenheid.
De schaambeenvoeg verbindt via deze tubercula caudaal beide ossa coxarum met elkaar.

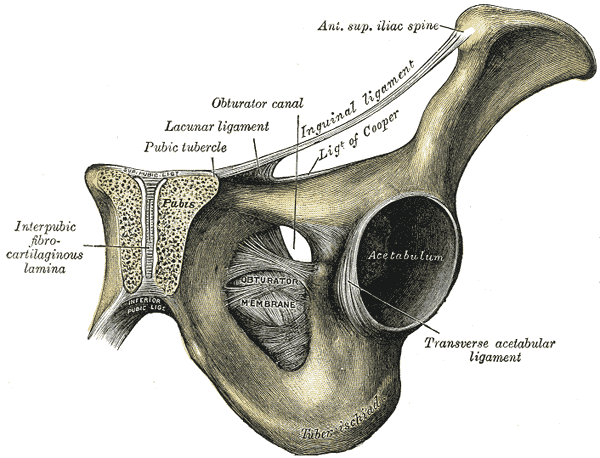
linker heupbeen